# Adabas
Pour le village syrien, voir Adabas (Hama).
Adabas est un système de gestion de base de données (SGBD) fourni par Software AG. Le nom vient de l'anglais Adaptable DAta BAse System.

## Histoire
- En 1977, l'université de technologie de Berlin développe, en partenariat avec Nixdorf Computer AG, un moteur de stockage d'information de façon relationnelle.
- de 1981 à 1989, Nixdorf Computer AG commercialise ce moteur sous le nom de REFLEX, puis de DDB/4
- en 1989 le moteur est commercialisé par SQL Datenbanksysteme GmbH sous le nom de SQL-DB Server
- en 1992 Software AG poursuit le développement sous le nom Adabas

D'abord sorti à la fin des années 1970, Adabas est considéré par certains comme la première base de données diffusée commercialement. Sorti en premier lieu sur mainframe IBM, Adabas est maintenant disponible sur de nombreux autres systèmes dont OpenVMS, UNIX (y compris Linux et z/Linux) et les serveurs Windows.
Adabas a conservé sa position parmi les bases de données de traitement transactionnel en ligne les plus rapides au monde, offrant entre autres un fonctionnement 24x7, la gestion du "Parallel Sysplex", la réplication en temps réel, un accès SQL et XML.

## Information technique
Adabas est une base de données à index inversé et a prouvé ses capacités d'accès rapide aux données et de maintien de l'intégrité de la base. Adabas est maintenant largement utilisé dans des applications qui requièrent de très gros volumes de traitement de données ou dans des environnements intégrant des bases de données multidimensionnelles (OLAP) avec des nombreuses transactions.
Principales différences par rapport à une base relationnelle :
- Fichier et non table en tant qu'objet principal
- Enregistrement (record) et non ligne comme unité de contenu des fichiers
- Champs (fields), et non colonne comme composants d'un enregistrement
- Groupes périodiques et champs multiples
- Pas de moteur SQL intégré, un mécanisme de requête (query) est fourni
- Fonctions de recherches nécessitant l'existence des index appropriés
- Support de 2 méthodes de  dénormalisation : groupes répétitifs dans un enregistrement et multiples types d'enregistrement dans un fichier.

## Adabas D
Adabas D est la version relationnelle d'Adabas.